# Finlay Lorimer Kitchin
Pour les articles homonymes, voir Kitchin.
Finlay Lorimer Kitchin (3 décembre 1870, Whitehaven, Cumbria, Royaume-Uni - 20 janvier 1934, Londres) est un géologue et paléontologue britannique .

## Biographie
Kitchin fait ses études à la St. Bees School puis au St. John's College de Cambridge, où il obtient un BA en 1893, un MA en 1898 et un Sc.D. en 1924. À Cambridge, il étudie la géologie et la paléontologie de 1890 à 1894, puis se rend à l'Université de Munich, où il étudie la paléontologie auprès de Karl Alfred von Zittel et obtient un doctorat en 1897. Sa thèse est une étude des fossiles du Jurassique découverts dans l'État de Kutch et envoyés pour examen par le Geological Survey of India . De retour en Angleterre, il travaille officieusement pendant une courte période au Musée d'histoire naturelle de Londres . Il travaille pour le British Geological Survey de 1890 à 1905 en tant qu'assistant paléontologue et de 1905 à 1934 en tant que paléontologue . Il est promu en 1905 en tant que successeur d'Edwin Tully Newton à la retraite de ce dernier .
Kitchin est élu en 1894 membre de la Geographical Society et en 1929 membre de la Royal Society. Il reçoit la médaille Lyell peu de temps avant sa mort en 1934.
Il est un musicien accompli et une autorité sur la construction d'orgues à tuyaux, ainsi qu'une autorité sur les développements dans la conception des locomotives .